# Lorgio Álvarez
Lorgio Álvarez (ur. 29 czerwca 1978 w Santa Cruz) – boliwijski piłkarz występujący na pozycji obrońcy. Obecnie występuje w klubie Club Blooming. W przeszłości grał w Oriente Petrolero, Cerro Porteño, CA Independiente oraz Club Libertad.